# Бандажевский, Юрий Иванович
Юрий Иванович Бандажевский (бел. Юрый Бандажэўскі, р. 9 января 1957, БССР) — белорусский учёный, крупный специалист в области радиационной медицины, доктор медицинских наук (1987), профессор (1989), действительный член Нью-Йоркской академии наук. Ректор Гомельского государственного медицинского университета со дня его основания 1 ноября 1990 до 2001 года. Специализируется на изучении влияния на организм человека небольших доз радиации и последствий Чернобыльской катастрофы.

## Биография
Окончил Гродненский государственный медицинский университет по специальности патологическая анатомия. Докторскую диссертацию защитил в 1987 году. В том же году назначен директором Центральной лаборатории научных исследований. В 1990 году стал первым ректором Гомельского медицинского университета.
Женат с 1978 года. Жена — Галина Бандажевская, врач-кардиолог, кандидат медицинских наук.

## Радиационные исследования
Занимая пост ректора Гомельского медицинского университета, заинтересовался проблемой влияния мелких доз радиации на здоровье человека. Совместно с другими учёными из университета пришёл к выводу, что проблемы с сердцем обусловлены постоянным воздействием на него радиации. Так формулирует эту теорию сам автор:
Радионуклиды цезия, проникая в организм человека, инкорпорируются в сердечные мышцы весьма активно. Цезий создает эффект энергетического голода в клетке, а сердечная мышца наиболее уязвима, она первая утилизирует цезий. Отсюда и возникновение сердечно-сосудистых проблем.
В 1999 год по Белорусскому телевидению был показан основанный на работах Бандажевского фильм «Чернобыльское сердце». После этого, как утверждает сам Бандажевский, проблему влияния Чернобыльской аварии на сердечно-сосудистую систему в высоких кабинетах «похоронили», предпочитая считать, что здоровью населения Республики ничто не угрожает.

## Дело профессора Бандажевского
13 июля 1999 года профессор Бандажевский был арестован по подозрению в получении взяток общей суммой в 25 800 долларов США. 18 июня 2001 года военная коллегия Верховного суда признала его виновным и приговорила к восьми годам лишения свободы с конфискацией имущества на сумму 35 449 200 белорусских рублей, лишением права занимать должности, связанные с выполнением организационно-распорядительных обязанностей сроком на 5 лет. Интересно, что лица, по мнению суда, дававшие взятки от наказания были освобождены.
По мнению суда, в период с 1997 по 1998 год Юрий Бандажевский в сговоре с проректором Гомельского государственного медицинского института по воспитательной работе Владимиром Равковым и старшим преподавателем кафедры биологии Натальей Фомченко брали взятки с родителей студентов, обеспечивая тем самым успешное поступление в институт их чадам. Однако ни следствием, ни судом местонахождение этих денег не было установлено.
В связи с мировой известностью профессора Бандажевского как учёного дело получилось громким и вызвало международный резонанс. По мнению ряда белорусских и международных правозащитных организаций, дело Бандажевского было сфабриковано белорусскими властями, так как результаты его научных исследований существенно расходились с официальными данными о последствиях взрыва на ЧАЭС.
Во время предварительного заключения Бандажевский был лишён доступа к услугам адвоката, а сам процесс наблюдатели сочли несправедливым. Кроме того, суд строился на показаниях Владимира Равкова, который впоследствии от них отказался и заявлял, что дал их под воздействием психотропных веществ, применённых к нему 12 июля 1999 года органом предварительного расследования. Суд после рассмотрения данной версии, признал её не правомочной, без дополнительных комментариев.
Международная правозащитная организация «Международная Амнистия» признала Бандажевского узником совести. Белорусский учёный стал 25-м человеком в мире, получившим паспорт свободы, дающий право свободно выбирать место жительство в Европе. Паспорт был подписан депутатами 15 стран Евросоюза.
Комитет в защиту профессора был создан во Франции. В феврале 2003 года он объявлен почетным гражданином Парижа. Президент Франции Жак Ширак просил ходатайствовать за Бандажевского перед белорусским президентом на встрече с президентом России Путиным.
Кроме того, дело профессора Бандажевского стало одной из причин отказа депутатами Парламентской ассамблеи Совета Европы в восстановлении для Белоруссии статуса специального приглашенного. В принятой ПАСЕ 27 сентября 2002 года резолюции по Белоруссии дело Бандажевского рассматривается как репрессии против инакомыслящих.
В октябре 2003 года из-за проблем со здоровьем и по недосмотру тюремных врачей профессор оказался в реанимации с гангренозно-флегмонозным аппендицитом, который мог привести к перитониту. Экстренная операция прошла успешно и учёный выжил.
5 августа 2005 года, за 5 месяцев до истечения срока наказания, Бандажевский был освобождён условно-досрочно без права покидать страну в течение 5 месяцев. Он провёл в заключении более шести лет, два года были сокращены по амнистиям.

## На свободе
С 2006 по 2007 годы Бандажевский работал по годовому контракту по передаче опыта по проблематике воздействия радиации на организм человека в связи с чернобыльской катастрофой во Франции, где написал две книги. По его словам, зарубежные учёные активно полемизируют с его исследованиями в своих диссертациях и на страницах научного журнала «Кардиальная токсикология». По словам учёного, у его теории в Европе есть как оппоненты, которые не считают, что воздействие радиации столь серьёзно сказывается на здоровье людей, так и сторонники. С 2008 года профессор проживает в Вильнюсе.
17 августа 2008 года по инициативе Бандажевского в Европарламенте состоялась конференция, по итогам которой была принята декларация о постчернобыльской ситуации в Беларуси. Декларация призывает европейское сообщество продолжить оказание помощи Белоруссии в реабилитации наиболее пострадавших регионов, а также уделить особое внимание положению ликвидаторов катастрофы. В документе приветствуется создание в Вильнюсе международного научно-исследовательского центра «Экология и здоровье» с организацией международного синдиката помощи ликвидаторам. Центр «Экология и здоровье» под руководством Бандажевского был открыт в Киеве.